# Santander
Santander er hovedstad i den autonome region Cantabrien i Spanien. Byen ligger ved Biscayabugten og har omtrent 180.000 indbyggere, omtrent en tredjedel af regionens indbyggere.
Byen var en havn for kongeriget Castille. I begyndelsen af det 20. århundrede byggede Alfons 13. et ferieslot til den kongelige familie – el Palacio de la Magdalena – og det er siden blevet et yndet badested.

## Berømte santandere
- Severiano Ballesteros (1957–2011), Golfspiller
- María Gutiérrez Blanchard (1881–1932), Malerin
- Matilde Camus (* 1919), Digter
- Iván Helguera (* 1975), fodboldspiller
- Pedro Munitis (* 1975), fodboldspiller
- Eduardo Noriega (* 1973), entertainer
- Iván de la Peña (* 1976), fodboldspiller.